# Tři Studně
Tři Studně (deutsch Dreibrunn) ist eine Gemeinde in Tschechien. Sie liegt sieben Kilometer nördlich von Nové Město na Moravě und gehört zum Okres Žďár nad Sázavou.

## Geographie
Tři Studně befindet sich im Süden der Saarer Berge im Quellgebiet des Baches Medlovka. Südlich des Dorfes liegt der Teich Sýkovec, östlich der Medlovský rybník. Im Nordwesten erhebt sich die Brožova skalka (786 m), östlich die Pasecká skála (819 m) und im Südosten der Kříby (785 m).
Nachbarorte sind Fryšava pod Žákovou horou im Nordosten, Medlov und Studnice im Osten, Rokytno im Südosten, Vlachovice und Jiříkovice im Süden, Lhotka im Südwesten, Sklené und Světnov im Westen sowie Cikháj im Nordwesten.

## Geschichte
Die erste schriftliche Erwähnung der aus drei Chaluppen bestehenden Ansiedlung erfolgte 1651 im Burgrechtsregister der Herrschaft Neustadtl als ein in Gründung befindliches Dorf. Kurz zuvor hatte der Besitzer der Herrschaft, Franz Maximilian Kratzer von Schönsberg, im Waldgebiet bei den Drei Brunnen (U třech studní) die Schlagung von Passeken und die Errichtung einer Ansiedlung gestattet. In dieser Zeit begann auch in der Umgebung der Eisenerzbergbau. Die ursprüngliche Siedlung stellt heute die nördlich des Ortszentrums am Straßenabzweig nach Žďár und Nové Město befindliche Häusergruppe dar.
Im Jahre 1665 ist erstmals der Ortsname „Dreybrunn“ belegt. 1749 ist das erste Ortssiegel nachweisbar.
Nach der Aufhebung der Patrimonialherrschaften bildete Tři Studně ab 1850 einen Ortsteil der Gemeinde Fryšava im politischen Bezirk Neustadtl. 1884 entstand die Gemeinde Tři Studně. 1949 wurde Tři Studně dem Okres Žďár nad Sázavou zugeordnet. Zwischen 1964 und 1991 war das Dorf nach Fryšava eingemeindet.
Tři Studně ist ein Erholungs- und Wintersportort. Im 20. Jahrhundert entstanden zahlreiche Ferienhäuser. Zu den Gästen gehörten u. a. Václav Kaprál und seine Tochter Vítězslava Kaprálová, deren Haus die Familie dem tschechischen Komponistenfonds übergab. Seit 1993 wird wieder die traditionelle Brunneneröffnung gefeiert. In der Gemeinde lebt der Jagdfotograf und Buchautor Vladimír Paulišta. Aus Tři Studně stammen die Skisportler Vít Fousek senior (1913–1990) und sein gleichnamiger Sohn Vít Fousek junior (* 1940).

## Sehenswürdigkeiten
- Kapelle
- Barbarabrunn und Vitulkabrunn, im Wald südwestlich des Dorfes
- Erholungsgebiete an den Teichen Sýkovec und Medlovský rybník